# فصلنامه طب جنوب

دوماهنامه طب جنوب
قدمت انتشار اولین شماره از مجله طب جنوب به سال ۱۳۷۶ برمی‌گردد. دامنه مقالات این مجله در شاخه‌های گوناگون علوم پزشکی در گستره علوم پایه، بالینی و حوزه سلامت بویژه در منطقه جنوب کشور و شمال خلیج فارس و دریای عمان می‌پردازد. انجمن تحریریهٔ مجله، متخصص در تمام زمینه‌های علوم پایه و بالینی پزشکی از سراسر جهان است. با این حال مخاطبان ما، شامل تمامی همکاران شاخه پزشکی و پیراپزشکی در سراسر جهان هستند. ماهیانه در حدود ۴۰ مقاله به صورت آنلاین برای مجله ارسال می‌شود که بعد از داوری تخصصی، مقالات مناسب پذیرفته شده و در نوبت چاپ قرار می‌گیرد. مجله «طب جنوب» به صورت دو ماهنامه به زبان فارسی و چکیده مقالات آن به هر دو زبان فارسی و انگلیسی نمایه می‌شود. متن کامل مقالات به صورت رایگان در وب‌سایت مجله (ismj.bpums.ac.ir) در دسترس عموم قرار دارد.

## گستره انتشار
مقالات این نشریه علاوه بر انتشار در وبگاه رسمی طب جنوب، در Ebsco, DOAJ, google scholar,سامانه دانش‌گستر برکت و پایگاه اطلاعات علمی و پایگاه استنادی علوم جهان اسلام و بانک اطلاعات نشریات کشور و پرتال اطلاعات پژوهشی کشور نیز منتشر می‌گردد.

## اهداف
مجله طب جنوب نشریه‌ای دارای رتبه علمی- پژوهشی دانشگاه علوم پزشکی بوشهر است که هدف از انتشار آن ارائه نظریه‌ها، نتایج پژوهش‌ها و دستاوردهای علمی در زمینه علوم پایه، بالینی و سلامت و ارتقا دانش موجود می‌باشد که به دنبال آن ارتقای سطح کیفی آموزش و پژوهش، تبادل و توسعه آموخته‌ها و تجربیات تازه علمی و آشنا کردن دانش‌آموختگان با آخرین یافته‌های علمی را دربردارد.
مجله به صورت دوماهنامه و به زبان فارسی با خلاصه انگلیسی در منتشر می‌شود که با هدف ارتقای سطح دانش پژوهشگران در حیطه علوم پایه و بالینی و برقراری ارتباط سازنده بین محققین این حوزه، از طریق انتشار دستاوردهای علمی ایشان، به صورت الکترونیک ارائه می‌گردد.
انتشار مقاله پژوهشی اصیل (Original Research Article)، مقاله مروری (Review Article)، مورد نگاری (Case Report)، مقالات کوتاه (Short Article)، نقد کتاب (Book Review) و نامه به سردبیر (Letter to Editor) در شاخه‌های گوناگون علوم پزشکی در گستره علوم پایه، بالینی و حوزه سلامت بویژه بیماری‌های شایع منطقه جنوب کشور و شمال خلیج فارس و دریای عمان که در هیچ مجله داخلی یا خارجی چاپ یا تحت بررسی نشده است، در حوزه عملکرد این مجله می‌باشد.

## مشخصات
مجله علمی پژوهشی طب جنوب
- عنوان کامل مجله: مجله طب جنوب
- عنوان اختصاری: Iran South Med J
- رتبه علمی: علمی-پژوهشی
- دوره انتشار: دوماهنامه
- موضوع: علوم پایه و بالینی پزشکی
- زبان: مقاله فارسی همراه با چکیده انگلیسی
- شاپا چاپی: ۴۳۷۴–۱۷۳۵
- شاپا الکترونیکی: ۶۹۵۴–۱۷۳۵
- سایت اختصاصی مجله: http://ismj.bpums.ac.ir/
- صاحب امتیاز: دانشگاه علوم پزشکی بوشهر، معاونت پژوهشی
- مدیر مسئول: دکتر ابراهیم عصفوری
- سردبیر: دکتر مجید اسدی
- دستیار سردبیر: دکتر صمد اکبرزاده
- مدیر اجرایی: زویا تاجدینی
- مدیر سایت: زهرا پوش
- مشاور فنی سایت: مهندس دارا جوکار
- مشاور آمار و متدولوژی: دکتر مرضیه محمودی
- ویراستار انگلیسی: ملیحه سعیدفیروزآبادی